# Elisabeth av Böhmen
Elisabeth av Böhmen, född 1409, död 1442, var en prinsessa och drottning av Böhmen och Ungern, drottning av Tyskland och hertiginna av Österrike och regent och tronpretendent av Ungern, gift 1421 med Albrekt II av Tyskland.

## Biografi
Elisabeth var dotter till Sigismund av Ungern och Böhmen och Barbara av Celje. Vid faderns död 1437 blev maken vald till kung i Böhmen och Ungern, och Elisabeth kröntes 1438.

### Regent
Vid makens död 1439 var Elisabeth gravid. Hon betraktades som Ungerns lagliga arvtagare, tog kontroll över Ungern som regent och placerade anhängare på viktiga poster i väntan på nästa val av monark.
Under hela 1440 regerade Elisabeth som regent, dock utan att ha blivit vald till monark. Vid valet i januari 1441 beslöt dock det ungerska rådet att Elisabeth inte kunde väljas, då man ansåg sig behöva en monark som kunde försvara landet mot turkarna, och Elisabeth inte ansågs kunna utföra den uppgiften. Vladislav III av Polen valdes i stället.

### Inbördeskrig
Elisabeth lämnade då Budapest med kronjuvelerna och lät kröna sin son till kung i Győr, vilket förorsakade ett inbördeskrig då Vladislav strax efter kröntes i Budapest. Elisabeth stöddes av norra Ungern och finansierades av Österrike.
1442 möttes Elisabeth och Vladislav för förhandlingar och utbytte gåvor. Kort därpå avled Elisabeth. Hon har gissats vara förgiftad.

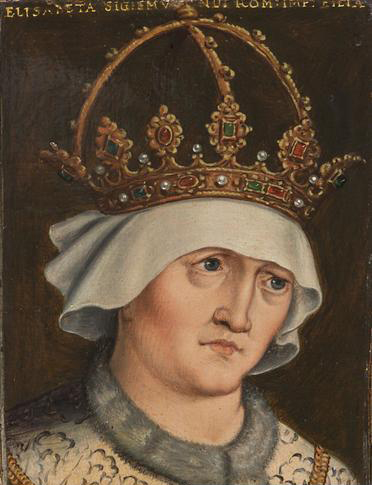
Elisabeth av Böhmen